# Mouvement pour l'indépendance nationale de la Lettonie

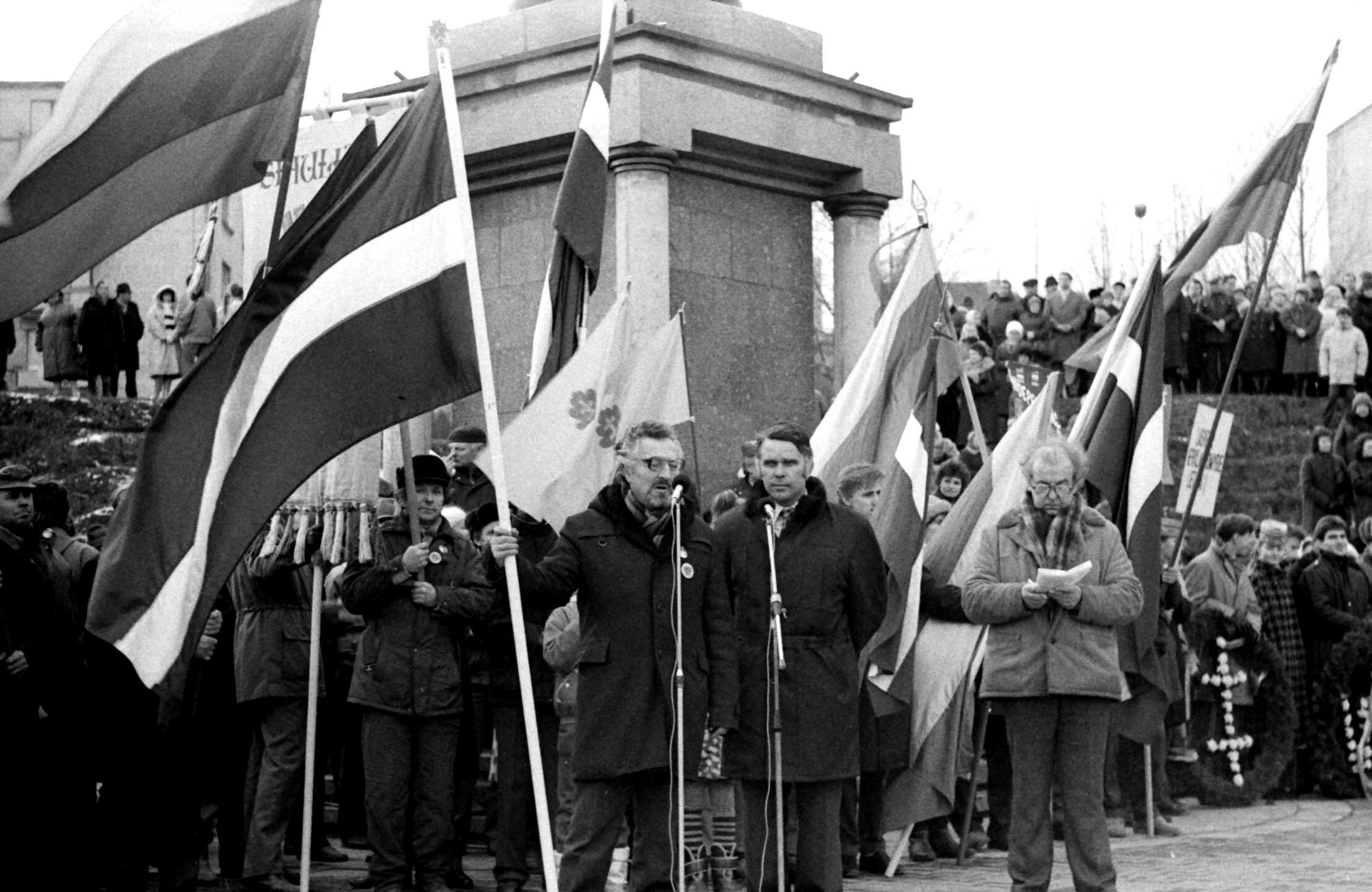
Des représentants du LNNK accueillis à Šiauliai (Lituanie) le 16 février 1990, lors d'une commémoration de l'indépendance de la Lituanie.

Le Mouvement pour l'indépendance nationale de la Lettonie (letton : Latvijas Nacionālās Neatkarības Kustība, abrégé en LNNK) est un parti politique letton, de tendance nationale-conservatrice, ayant existé entre 1988 et 1997.

## Histoire
Le LNNK est fondé en 1988 en tant que mouvement soutenant l'indépendance de la Lettonie. Son premier président est Eduards Berklavs (en). En juin 1994, il se transforme en parti politique et prend le nom de Parti conservateur national letton (letton : Latvijas Nacionali Konservativa partija) mais conserve son sigle. En 1993, le LNNK obtient 13,4% des voix et 15 députés. Il remporte l'élection municipale de Riga l'année suivante. Lors des élections législatives de 1995, il s'allie avec le Parti vert de Lettonie ; leur liste commune obtient 6,3% des voix et 8 sièges sur 100 à la Seima. Malgré son mauvais score, le parti participe au gouvernement d'Andris Šķēle. En 1997, le LNNK fusionne avec un autre parti nationaliste plus radical, Pour la patrie et la liberté (letton : Tēvzemei un Brīvībai) pour former le TB/LNNK ; cela entraîne un départ de certains membres de l'aile modérée, plus proches du parti libéral Voie lettone.

## Idéologie
Fondé sur la défense de l'indépendance de la Lettonie, le LNNK adopte une position nationaliste et anti-russe. Le parti soutient une politique de la nationalité stricte, visant à empêcher les Russes ethniques de bénéficier de la nationalité lettone et à réserver celle-ci aux Lettons. Economiquement le parti soutient une économie de marché ; il est favorable au rapprochement avec l'Union européenne et à une coopération régionale avec les pays baltes et nordiques.